# ロバート・ダニエル・マーフィー
ロバート・ダニエル・マーフィー（Robert Daniel Murphy, 1894年10月28日 - 1978年1月9日）は、アメリカ合衆国の外交官。

## 生涯
1894年10月28日にウィスコンシン州ミルウォーキーに誕生する。1917年、在スイス・ベルンのアメリカ公使館で外交官としてのキャリアを開始する。その後、在チューリッヒ副領事、在ドイツ・ミュンヘン副領事などを歴任した後、在フランス・パリ総領事を経てヴィシー政権下でアメリカ合衆国代理大使を務めた。

### 第二次大戦下ヨーロッパでの活躍
1941年2月、アメリカ・フランス間のマーフィー・ウェイガン協定の締結を成功させた。ヴィシー政権の支配するフランス領北アフリカ地域は、当時イギリスによって経済封鎖・貿易規制が行われていたが、先の協定はこの地域に対するアメリカからの輸出を認めるものである。
1942年秋には、ルーズヴェルト大統領の指示によって公使級個人使節としてフランス領北アフリカ地域に赴き、同地での活動に従事している。連合国は同地域での地上軍上陸作戦（トーチ作戦）を計画していたが、マーフィーの活動はこの作戦のために行われたものであった。具体的には、アルジェリアに駐屯するフランス陸軍のさまざまな幹部と接触し、連合国の作戦への協力を取り付ける活動を行った。
1942年11月8日の上陸作戦開始に先立って、マーフィーはマーク・W・クラーク将軍とともに、イギリスに批判的なフランス軍の将軍アンリ・ジローに対し、連合国に協力するよう説得に努めた。ジローの協力を取り付けたマーフィーは、彼の協力の下、フランス領北アフリカ地域の総督を務めるフランソワ・ダルランを一時的に捕縛し、曲折の末、22日に至ってダルランからの協力を公式に成立させた。ただし、軍やレジスタンスによるフランス人同士の対立の結果、ダルランは12月24日、暗殺されている。

### 戦後のキャリア
第二次世界大戦後には、駐ベルギー大使、駐日大使を務めた後にワシントンの本省（国務省）に戻り、アイゼンハワー政権下で国連担当次官補、政治担当副次官、政治担当次官を歴任した。この間、1956年には初のCareer Ambassadorsの称号を得ている。
また、1958年には、大統領個人使節としてレバノン危機解決のための交渉にあたった。
1959年12月に外交官を引退した後は、ケネディ、ジョンソン、ニクソン各大統領にアドバイスを行うなどした。ビルダーバーグ会議の正式メンバーでもあった。1978年に死去。
2006年には、アメリカにおいて6人の優れた外交官を記念する切手が発行されたが、このうちの1人にマーフィーが含まれている。

## 著書
- The Bases of Peace, [Washington] United States Department of State, 1958.
- Diplomat among Warriors, [1st ed.], Garden City, N.Y., Doubleday, 1964.

## 資料
- 「マーフィー文書（the Robert Daniel Murphy Papers, 1913-1977）」スタンフォード大学フーバー研究所所蔵。